# 麥克唐納角 (麥克羅伯特森地)
67°21′S 59°40′E / 67.350°S 59.667°E
麥克唐納角（英語：McDonald Point）是南極洲的海岬，位於麥克羅伯特森地，處於艾拉島的西端，屬於威廉斯科斯比群島的一部分，現時由南極條約體系管理。